# Alegeri prezidențiale în Polonia, 2025
Alegerile prezidențiale au avut loc în Polonia la 18 mai 2025. Deoarece niciun candidat nu a obținut mai mult de 50% din voturi, un al doilea tur de scrutin a avut loc pe 1 iunie 2025. Președintele în exercițiu, Andrzej Duda, nu mai este eligibil pentru a candida, mandatele fiind limitate. La aceste alegeri s-a înregistrat cel mai mare număr de candidați, la egalitate cu anul 1995, cu 13 candidați la funcția de președinte.
Candidatul susținut de guvernul în exercițiu, Rafał Trzaskowski, primar al Varșoviei și al doilea clasat la alegerile din 2020, s-a clasat pe primul loc în primul tur de scrutin, urmat îndeaproape de candidatul conservator Karol Nawrocki.
Nawrocki a candidat pe o platformă naționalist creștină și cultural-conservatoare împotriva coaliției de guvernare condusă de Donald Tusk, aruncând în mod demonstrativ o copie a Gender Queer: A Memoir într-un tocător de hârtie în timpul campaniei din 2025. Platforma lui Nawrocki a cerut o intervenție semnificativă a guvernului în economie, menținerea legăturilor strânse între Biserica Catolică din Polonia și guvernul polonez, incriminarea largă a avortului și opoziția față de legalizarea căsătoriilor între persoane de același sex sau a parteneriatului civil, invocând etica sexuală a Bisericii Catolice și protecția familiei. Trzaskowski a candidat pe o platformă liberal-economică, pro-europeană, a militat pentru legalizarea largă a avortului, legalizarea parteneriatului civil între persoane de același sex și pentru un rol mai mare pentru guvernele locale din voievodate. Ei au avut divergențe în ceea ce privește întărirea în continuare a relațiilor cu Uniunea Europeană și aderarea Ucrainei la NATO, inițiative sprijinite de Tzraskowski. Nawrocki s-a opus aderării Ucrainei la NATO și consolidării relațiilor cu UE. Ambii au candidat pe platforme pro-occidentale.
Rezultatul alegerilor a fost cel mai apropiat din istoria Poloniei de la prăbușirea Republicii Populare Polone. Înainte de alegeri, observatorii au caracterizat o victorie a lui Nawrocki ca fiind dăunătoare guvernului lui Donald Tusk, din cauza proiectelor de lege care necesită sprijin de 60% în parlament în cazurile de veto prezidențial. Rezultatele au arătat continuitatea candidaților prezidențiali ai Partidului Lege și Justiție  care a pierdut un singur rând de astfel de alegeri în ultimii 20 de ani. Rezultatele primului tur au arătat, de asemenea, o consolidare politică semnificativă a Confederației naționaliste poloneze. Sondajele exit-poll au indicat că alegătorii mai tineri erau mai susceptibili de a-l favoriza pe Nawrocki în al doilea tur și alte partide de dreapta în primul tur; alianța de extremă dreaptă Confederația Libertății și Independenței a avut de departe cea mai bună performanță din istoria sa și a avut cele mai bune rezultate în rândul celei mai tinere generații de alegători polonezi.

## Sistemul electoral
Președintele Poloniei este ales pentru un mandat de cinci ani folosind sistemul în două tururi; dacă niciun candidat nu primește majoritatea voturilor în primul tur, are loc un tur de scrutin între primii doi candidați. Președinții servesc un mandat de cinci ani și pot fi realeși o singură dată. Al doilea mandat al lui Andrzej Duda expiră în iunie 2025, iar președintele ales va depune jurământul în acea zi, în fața Adunării Naționale (ședință comună a Seimului și a Senatului).

## Context

### Guvernul Tusk
În decembrie 2023 ca urmare a alegerilor parlamentare, guvernul Tusk, constituit din Coaliția Civică, Polonia 2050, Partidul Popular Polonez și Noua Stângă, a început să guverneze țara. Coaliția lui Tusk nu are o majoritate suficient de mare astfel încât să treacă de veto-ul prezidențial, care ar necesita 276 de voturi.

#### Politica economică
De când coaliția a venit al putere, au fost făcuți pași în a dereglementa economia, a tăia povara cheltuielilor sociale și echilibra bugetul. În februarie 2025, Tusk l-a invitat pe miliardarul Rafał Brzoska și pe CEO-ul Google Sundar Pichai să dereglementeze economia poloneză și să taie reglementările muncii. Propunerea lui Tusk despre Brzoska a făcut ca mass-media să-l eticheteze drept „Elon Musk polonez”. Tusk a fost acuzat că a acordat Google-ului un monopol asupra sectorului de inteligență artificială din Polonia prin acordurile sale de investiții cu Pichai.

#### Politica socială
Coaliția de guvernământ a fost compusă în cea mai mare parte din partide centriste sau ușor de dreapta. Cu toate acestea, Noua Stângă fiind și ea parte a cabinetului, a postulat votul pentru dezincriminarea avortului. Seimul a respins propunerea în iulie 2024. Înfruntând opoziția din cadrul coaliției de guvernământ a unei mari părți a Partidului Popular Polonez, votul a eșuat cu 218 voturi împotrivă și 215 pentru dezincriminare.

## Candidați

### Candidați înregistrați
| Nume                | Năsuct                                           | Campanie                                         | Ocupație | Partid | Partid                         | Susținut de  | Susținut de                                                                            |
| ------------------- | ------------------------------------------------ | ------------------------------------------------ | --- | ------ | ------------------------------ | ------------ | -------------------------------------------------------------------------------------- |
| Artur Bartoszewicz  | 18 ianuarie 1974 (51) Suwałki, Podlasia          |                                                  | Lector al Colegiului Socio-Economic al Școlii de Economie din Varșovia |        | Independent                    | Independent  | Independent                                                                            |
| Magdalena Biejat    | 11 ianuarie 1982 (43) Varșovia, Mazovia          |                                                  | Vicemareșal al Senatului (2023-prezent) Membru al Seimului (2023-prezent) Senator (2023–prezent) |        | Independent                    |              | Stânga- Noua Stângă - Partidul Socialist Polonez - Sindicatul                          |
| Grzegorz Braun      | 11 martie 1967 (58) Toruń, Cuiavia-Pomerania     |                                                  | Lider al Confederației Coroanei Poloneze (2019-prezent) Membru al Sejmului (2019-2024) Deputat european pentru Polonia Mică (2024-prezent) Candidat la alegerile prezidențiale din 2015              |        | Confederația Coroanei Poloneze |              | Aripa regională din Toruń a Congresului Noii Drepte                                    |
| Grzegorz Braun      | 11 martie 1967 (58) Toruń, Cuiavia-Pomerania     | Aripa regională din Kuyavian-Pomeranian a KORWiN | Lider al Confederației Coroanei Poloneze (2019-prezent) Membru al Sejmului (2019-2024) Deputat european pentru Polonia Mică (2024-prezent) Candidat la alegerile prezidențiale din 2015              |        | Confederația Coroanei Poloneze |              |                                                                                        |
| Grzegorz Braun      | 11 martie 1967 (58) Toruń, Cuiavia-Pomerania     | Renașterea Națională a Poloniei                  | Lider al Confederației Coroanei Poloneze (2019-prezent) Membru al Sejmului (2019-2024) Deputat european pentru Polonia Mică (2024-prezent) Candidat la alegerile prezidențiale din 2015              |        | Confederația Coroanei Poloneze |              |                                                                                        |
| Grzegorz Braun      | 11 martie 1967 (58) Toruń, Cuiavia-Pomerania     | PolExit                                          | Lider al Confederației Coroanei Poloneze (2019-prezent) Membru al Sejmului (2019-2024) Deputat european pentru Polonia Mică (2024-prezent) Candidat la alegerile prezidențiale din 2015              |        | Confederația Coroanei Poloneze |              |                                                                                        |
| Grzegorz Braun      | 11 martie 1967 (58) Toruń, Cuiavia-Pomerania     | Mișcarea Europa Reală                            | Lider al Confederației Coroanei Poloneze (2019-prezent) Membru al Sejmului (2019-2024) Deputat european pentru Polonia Mică (2024-prezent) Candidat la alegerile prezidențiale din 2015              |        | Confederația Coroanei Poloneze |              |                                                                                        |
| Szymon Hołownia     | 3 septembrie 1976 (48) Białystok, Podlasia       |                                                  | Mareșal al Sejmului (2023-prezent) Membru al Sejmului (2023-prezent) Lider al Poloniei 2050 (2021-prezent) Candidat la alegerile prezidențiale din 2020                                              |        | Polonia 2050                   |              | Calea a Treia- Polonia 2050 - Partidul Popular Polonez - Centrul pentru Polonia        |
| Marek Jakubiak      | 30 aprilie 1959 (66) Varșovia, Mazovia           |                                                  | Lider al Federației pentru Republică (2018-prezent) Membru al Sejmului (2015-2019, 2023-prezent) Candidat la alegerile prezidențiale din 2020 Berar                                                  |        | Federația pentru Republică     |              | Republicanii Liberi- Federația pentru Republică - Kukiz'15 - Libertate și Prosperitate |
| Maciej Maciak       | 30 august 1970 (54) Włocławek, Cuiavia-Pomerania |                                                  | Lider al RDiP (2023-prezent) Jurnalist, youtuber |        | Independent                    |              | Mișcarea Păcii și Prosperității                                                        |
| Sławomir Mentzen    | 20 noiembrie 1986 (38) Toruń, Cuiavia-Pomerania  |                                                  | Președinte al New Hope (2022-prezent) Membru al Sejm (2023-prezent) Consilier fiscal |        | O Nouă Speranță                |              | Confederația- O Nouă Speranță - Mișcarea Națională                                     |
| Karol Nawrocki      | 3 martie 1983 (42) Gdańsk, Pomerania             |                                                  | Președinte al Institutului Memoriei Naționale (2021-prezent) Director al Muzeului celui de-al Doilea Război Mondial (2017-2021) Președinte al Consiliului districtual Siedlce din Gdańsk (2011-2017) |        | Independent                    |              | Dreapta Unită- Lege și Justiție - Reînnoirea Republicii Polone                         |
| Karol Nawrocki      | 3 martie 1983 (42) Gdańsk, Pomerania             | Autoapărarea Republicii Polone                   | Președinte al Institutului Memoriei Naționale (2021-prezent) Director al Muzeului celui de-al Doilea Război Mondial (2017-2021) Președinte al Consiliului districtual Siedlce din Gdańsk (2011-2017) |        | Independent                    |              |                                                                                        |
| Karol Nawrocki      | 3 martie 1983 (42) Gdańsk, Pomerania             | Uniți Dincolo de Granițe                         | Președinte al Institutului Memoriei Naționale (2021-prezent) Director al Muzeului celui de-al Doilea Război Mondial (2017-2021) Președinte al Consiliului districtual Siedlce din Gdańsk (2011-2017) |        | Independent                    |              |                                                                                        |
| Joanna Senyszyn     | 1 februarie 1949 (76) Gdynia, Pomerania          |                                                  | Membru al Sejmului (2001-2009, 2019-2023) Deputat european pentru Polonia Mică (2009-2014) Jurnalist                                                                                                 |        | Independent                    |              | Asociația Stânga Democrată                                                             |
| Joanna Senyszyn     | 1 februarie 1949 (76) Gdynia, Pomerania          | Nonpartizanii                                    | Membru al Sejmului (2001-2009, 2019-2023) Deputat european pentru Polonia Mică (2009-2014) Jurnalist                                                                                                 |        | Independent                    |              |                                                                                        |
| Krzysztof Stanowski | 21 iulie 1982 (43) Varșovia, Mazovia             |                                                  | Jurnalist, youtuber Proprietarul Kanał Zero și KTS Weszło |        | Independent                    | Independent  | Independent                                                                            |
| Rafał Trzaskowski   | 17 ianuarie 1972 (53) Varșovia, Mazovia          |                                                  | Primar al Varșoviei (2018-prezent) Vicepreședinte al Platformei Civice (2020-prezent) Al doilea tur al alegerilor prezidențiale din 2020                                                             |        | Platforma Civică               |              | Coaliția Civică- Platofrma Civică - Modern - Inițiativa Poloneză - Verzii              |
| Rafał Trzaskowski   | 17 ianuarie 1972 (53) Varșovia, Mazovia          | Social Democrația Poloniei                       | Primar al Varșoviei (2018-prezent) Vicepreședinte al Platformei Civice (2020-prezent) Al doilea tur al alegerilor prezidențiale din 2020                                                             |        | Platforma Civică               |              |                                                                                        |
| Rafał Trzaskowski   | 17 ianuarie 1972 (53) Varșovia, Mazovia          | Alianța Democraților                             | Primar al Varșoviei (2018-prezent) Vicepreședinte al Platformei Civice (2020-prezent) Al doilea tur al alegerilor prezidențiale din 2020                                                             |        | Platforma Civică               |              |                                                                                        |
| Marek Woch          | 17 decembrie 1978 (46) Kąkolewnica, Lublin       |                                                  | Lider al Bezpartyjni Samorządowcy (2024-prezent) |        | Bezpartyjni Samorządowcy       |              | Inițiativa Socială                                                                     |
| Marek Woch          | 17 decembrie 1978 (46) Kąkolewnica, Lublin       | Partidul Muncitoresc                             | Lider al Bezpartyjni Samorządowcy (2024-prezent) |        | Bezpartyjni Samorządowcy       |              |                                                                                        |
| Marek Woch          | 17 decembrie 1978 (46) Kąkolewnica, Lublin       | Uniunea Slavă                                    | Lider al Bezpartyjni Samorządowcy (2024-prezent) |        | Bezpartyjni Samorządowcy       |              |                                                                                        |
| Adrian Zandberg     | 4 decembrie 1979 (45) Aalborg, Denmark           |                                                  | Co-lider al Partia Razem (2022-prezent) Membru al Sejm (2019-prezent) |        | Partia Razem                   | Partia Razem | Partia Razem                                                                           |

### Retrași
- Stanisław Żółtek – eurodeputat (2014–2019), liderul Congresului Noii Drepte și PolExit; s-a retras pentru a-l susține pe Grzegorz Braun[47]
- Krzysztof Andrzej Sitko - s-a retras pentru a-l susține pe Marek Woch[48]
- Katarzyna Cichos – s-a retras pentru a-l susține pe Marek Woch[49]

### Înregistrarea candidaților
Grupurile de cetățeni care doresc să înregistreze un candidat în alegeri trebuie să înființeze un comitet electoral (poloneză komitet wyborczy) de cel puțin 15 membri și să depună un anunț la Comisia Electorală Națională susținută cu 1.000 de semnături de cetățeni. Pentru a înscrie un candidat, o comisie electorală trebuie să prezinte PKW încă 99.000 de semnături de aprobare. În ianuarie 2025, următoarele comitete și candidați au aplicat pentru înregistrare.

## Campanie

### Primul tur
Sławomir Mentzen a fost primul candidat care a început o campanie electorală pe 31 august 2024, atragând critici și acuzații de ilegalitate din partea politicienilor altor partide pentru începutul ei timpuriu. Mareșalul Seimului Szymon Hołownia din partidul Polonia 2050 și-a declarat candidatura pe 13 noiembrie. Coaliția Civică și-a selectat candidatul în cadrul unor alegeri interne pe 22 noiembrie, după ce ministrul Afacerilor Externe, Radosław Sikorski, l-a contestat pe prezumtivul candidat, primarul Varșoviei Rafał Trzaskowski, care a fost candidatul Coaliției Civice la președinție în 2020. După alegerile interne ale Coaliției Civice, președintele Institutului pentru Memoria Națională Karol Nawrocki a fost susținut de Partidul Lege și Justiție pe 24 noiembrie ca candidat oficial independent, deoarece nu a aparținut niciodată unui partid politic.

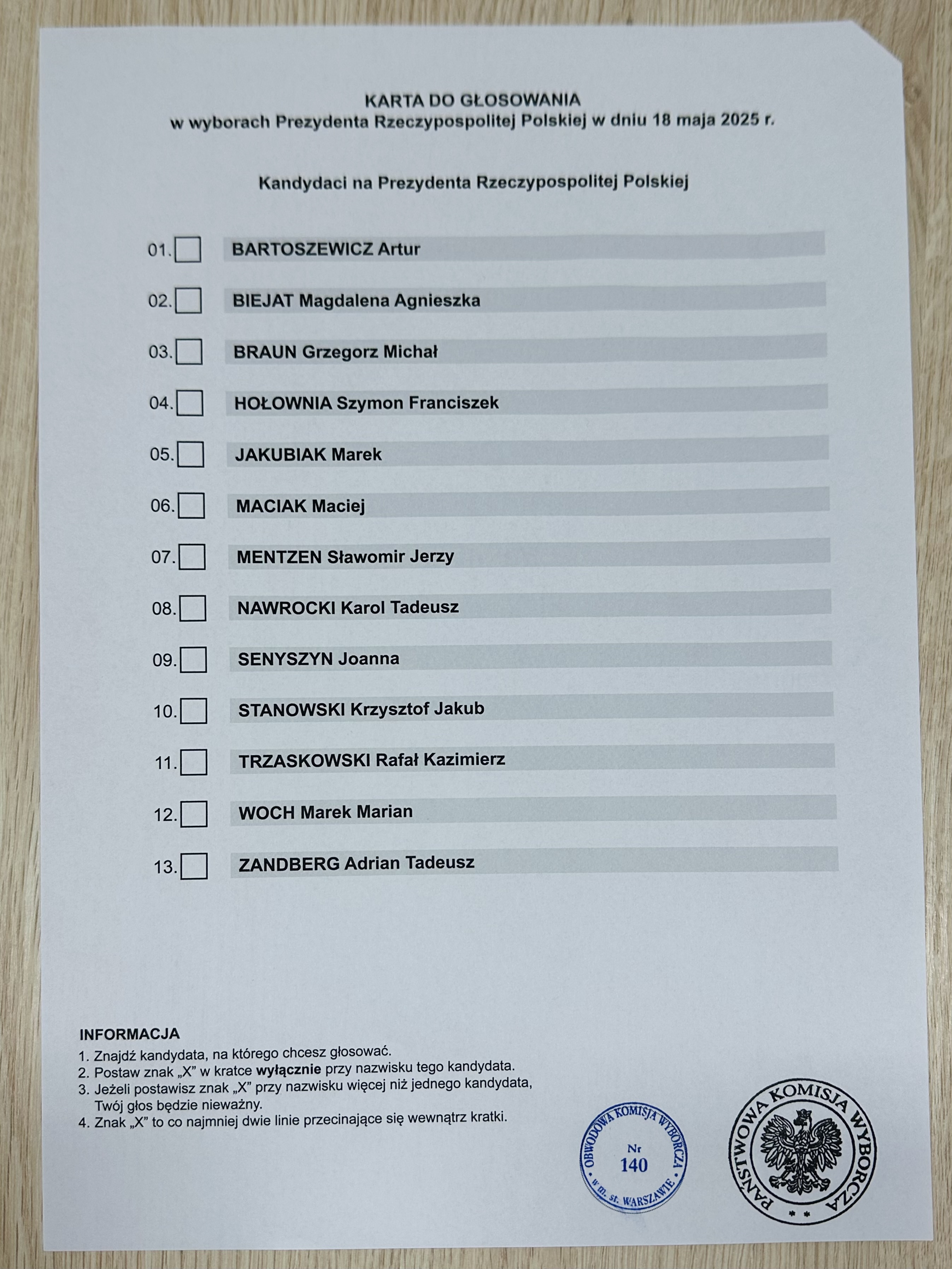
Buletinul de vot în primul tur al alegerilor, 18 mai 2025

Speculațiile au început rapid cu privire la faptul dacă PiS l-ar înlocui pe Nawrocki, când s-a dezvăluit că a avut contact cu un viitor criminal în perioada pe care a avut-o ca boxer cu două decenii înainte, fapt pentru care a fost atacat de politicieni oponenți.
În perioada premergătoare alegerilor, o parte din subvenția partidului a fost reținută de la Lege și Justiție. Problema a apărut, după ce Comisia Electorală Națională a hotărât că raportul financiar al partidului pentru campania parlamentară din 2023 și, în consecință, raportul său anual din 2023, este viciat. Drept urmare, atât dotarea campaniei, cât și subvenția anuală au fost reduse cu aproximativ 11 milioane de zloți. Hotărârea a fost atacată cu recurs la Curtea Supremă, unde Camera de Revizuire Extraordinară și Afaceri Publice a decis în favoarea partidului. Acest lucru a obligat din punct de vedere juridic Comisia să-și schimbe verdictul, care a avut loc pe 30 decembrie 2024. Cu toate acestea, întrucât legitimitatea acestei camere a Curții Supreme a fost pusă sub semnul întrebării de guvernul în exercițiu și CJUE din cauza crizei statului de drept care se desfășoară din 2017, ministrul Finanțelor Andrzej Domański a refuzat să transfere fondurile în litigiu.
PiS a lansat „Mișcarea de Protecție Electorală” (poloneză Ruch Ochrony Wyborów), operată în primul rând de fostul ministru al Educației Przemysław Czarnek, cu intenția de a proteja conduita democratică a alegerilor și de a le proteja de frauda electorală.
În timpul campaniei, atât Trzaskowski, cât și Nawrocki au făcut campanie de-a lungul aripii drepte a politicii; Trzaskowski a propus limitarea programelor de asistență socială pentru refugiații ucraineni care nu lucrează, lege care a fost propusă în Seim de Lege și Justiție pe 20 ianuarie pentru a „verifica” autenticitatea propunerii lui Trzaskowski, în timp ce Nawrocki a acuzat coaliția de guvernământ de sexualizarea copiilor, aruncând în mod demonstrativ o copie a Gender Queer: A Memoir într-un tocător de hârtie. La conferința partidului din 2 martie, Nawrocki a declarat alegerile drept „referendum privind respingerea lui Tusk”, care va rămâne o temă pe toată durata campaniei.
În ianuarie 2025, Nawrocki a primi susținerea Solidarității, cel mai mare sindicat din Polonia. 
O temă electorală importantă a fost problema contribuției la asigurările de sănătate (poloneză składka zdrowotna), asistența medicală precară a țării fiind printre cele mai importante teme de campanie. Pe 4 aprilie, Seimul a votat la limită (213-190, cu KO, PL2050 și PSL votând pentru) pentru a reduce contribuția la asigurările de sănătate pentru antreprenori, ceea ce a stârnit proteste din partea stângii, în special posełs de la Razem, care a acuzat guvernul că a încercat să submineze și apoi să privatizeze asistența medicală publică. Pe 11 aprilie, liderul lui Razem, Adrian Zandberg, a ratat prima dezbatere TVP care a avut o audiență cu președintele Andrzej Duda despre contribuția la sănătate. În cele din urmă, Andrzej Duda a respins reducerea contribuției la sănătate pe 6 mai.
Pe parcursul campaniei, au apărut controverse cu privire la achiziționarea de către Karol Nawrocki a unui al doilea apartament de la un bărbat în vârstă aflat în arest preventiv. Deoarece Nawrocki declarase că deține un singur apartament în timpul unei dezbateri, Onet au făcut publice informații despre el că deține un al doilea. Candidatul a continuat să declare că a achiziționat al doilea apartament de la bărbatul în vârstă pentru că a promis îngrijire pe tot parcursul vieții în schimb, totuși a fost dezvăluit că bărbatul a fost plasat într-o unitate de îngrijire de stat fără implicarea lui Nawrocki. Pe fondul acuzațiilor de exploatare, Nawrocki a apărat legalitatea înțelegerii și a promis că va dona proprietatea unor organizații de caritate.

### Candidații din turul 2 și susținere
| All.     | All.                | Partid                         | Partid              | Voturi în 2023     | Susținere                 | Susținere            |                |
| -------- | ------------------- | ------------------------------ | ------------------- | ------------------ | ------------------------- | -------------------- | -------------- |
|          | ZP                  |                                | Lege și Justiție    | 31.72%             |                           | Karol Nawrocki       |                |
|          | ZP                  | Libertate și prosperitate      |                     | 31.72%             | Karol Nawrocki            |                      |                |
|          | ZP                  | Kukiz'15                       | 0.35%               |                    | Karol Nawrocki            |                      |                |
|          | KO                  |                                | Platforma Civică    | 23.12%             |                           | Rafał Trzaskowski    |                |
|          | KO                  | Liga familiilor poloneze       |                     | 23.12%             | Rafał Trzaskowski         |                      |                |
|          | KO                  | Modern                         | 1.74%               |                    | Rafał Trzaskowski         |                      |                |
|          | KO                  | Verzii                         | 0.31%               |                    | Rafał Trzaskowski         |                      |                |
|          | KO                  | AGROunia                       | 0.25%               |                    | Împotriva lui Nawrocki    |                      |                |
|          | TD                  |                                | Polonia 2050        | 7.23%              |                           | Rafał Trzaskowski    |                |
|          | TD                  | Partidul Popular Polonez       | 5.51%               |                    | Rafał Trzaskowski         |                      |                |
|          | TD                  | Centrul pentru Polonia         | 0.32%               |                    | Rafał Trzaskowski         |                      |                |
|          | TD                  | Uniunea Democraților Europeni  | 0.10%               |                    | Rafał Trzaskowski         |                      |                |
|          | L                   |                                | Stânga              | 5.55%              |                           | Rafał Trzaskowski    |                |
|          | L                   | Uniunea Muncii                 |                     | 5.55%              | Rafał Trzaskowski         |                      |                |
|          | L                   | Razem                          | 2.10%               | Nu s-au poziționat | Nu s-au poziționat        |                      |                |
|          | KWiN                |                                | O Nouă Speranță     | 2.56%              | Va fi anunțat             | Va fi anunțat        |                |
|          | KWiN                | Mișcarea Națională             | 0.92%               |                    | Împotriva lui Trzaskowski |                      |                |
|          | KWiN                | Confederația Coroanei Poloneze | 0.85%               | Nu s-au poziționat | Nu s-au poziționat        |                      |                |
| Candidat | Candidat            | Candidat                       | Candidat            | Turul I            | Susținere                 | Susținere            |                |
|          | Sławomir Mentzen    | Sławomir Mentzen               | Sławomir Mentzen    | 14.81%             | Nu s-a poziționat         | Nu s-a poziționat    |                |
|          | Grzegorz Braun      | Grzegorz Braun                 | Grzegorz Braun      | 6.34%              |                           | Karol Nawrocki       | Karol Nawrocki |
|          | Szymon Hołownia     | Szymon Hołownia                | Szymon Hołownia     | 4.99%              |                           | Rafał Trzaskowski    |                |
|          | Adrian Zandberg     | Adrian Zandberg                | Adrian Zandberg     | 4.86%              | Nu s-a poziționat         | Nu s-a poziționat    |                |
|          | Magdalena Biejat    | Magdalena Biejat               | Magdalena Biejat    | 4.23%              |                           | Rafał Trzaskowski    |                |
|          | Krzysztof Stanowski | Krzysztof Stanowski            | Krzysztof Stanowski | 1.24%              | Împotriva amândurora      | Împotriva amândurora |                |
|          | Joanna Senyszyn     | Joanna Senyszyn                | Joanna Senyszyn     | 1.09%              |                           | Rafał Trzaskowski    |                |
|          | Marek Jakubiak      | Marek Jakubiak                 | Marek Jakubiak      | 0.77%              |                           | Karol Nawrocki       |                |
|          | Artur Bartoszewicz  | Artur Bartoszewicz             | Artur Bartoszewicz  | 0.49%              |                           | Karol Nawrocki       |                |
|          | Maciej Maciak       | Maciej Maciak                  | Maciej Maciak       | 0.19%              | Boicot                    | Boicot               |                |
|          | Marek Woch          | Marek Woch                     | Marek Woch          | 0.09%              |                           | Karol Nawrocki       |                |

## Dezbateri
Mai multe dezbateri au fost organizate la: TVP, TVN, și Polstat au declarat că vor ține în comun o dezbatere a tuturor candidaților. TV Republika a anunțat o dezbatere pe 14 aprilie, deși Trzaskowski și Magdalena Biejat au refuzat invitația.
Pe 11 aprilie 2025, în Końskie au avut loc două dezbateri, descrise pe scară largă ca fiind haotice. Una a fost organizată de TV Republika, wPolsce24⁠ și televiziunea catolică Telewizja Trwam, la care au participat 5 candidați (Hołownia, Jakubiak, Nawrocki, Senyszyn, Stanowski). O alta, organizată de comisia lui Trzaskowski și moderată de jurnaliștii TVP, TVN și Polsat, a avut loc la sala de sport a orașului odată ce candidații din dezbaterea anterioară s-au alăturat lui Biejat, Maciak și Trzaskowski. Prima a fost inițiată în opoziție cu cea de-a doua eveniment, organizație care a început spontan la 9 aprilie, și care la început era destinată doar celor doi candidați fruntași, totuși și alții au fost invitați cu puțin timp înainte de începerea sa planificată.
Pe 12 mai 2025, o dezbatere oficială prezidențială care i-a implicat pe toți cei 13 candidați a fost găzduită de postul de stat Telewizja Polska. În timpul dezbaterii, 2 întrebări au fost publicate de un angajat al radiodifuzorului, Jarosław Olechowski, pe Twitter înainte de a fi adresate de gazda Dorota Wysocka-Schnepf⁠; unul la momentul publicării lor, celălalt peste o oră mai târziu.
Jurnalistul Krzysztof Stanowski, el însuși candidat, a susținut interviuri ample cu ceilalți candidați, cu excepția lui Maciej Maciak, interviul cu care s-a încheiat brusc la câteva minute după ce Maciak și-a exprimat opinii favorabile despre președintele rus Vladimir Putin. Consiliul Național al Radiodifuziunii din Polonia a publicat un raport în care acuză TVP și TVN că sprijină campania lui Trzaskowski, iar TV Republika că îl sprijină pe Nawrocki.
| # | Dată            | Oră (CEST) | Locație              | Organizată de                                               | Gazdă(e)                                                        | Ref.                            |
| - | --------------- | ---------- | -------------------- | ----------------------------------------------------------- | --------------------------------------------------------------- | ------------------------------- |
| 1 | 11 aprilie 2025 | 18:50      | Końskie              | - TV Republika - TV Trwam - wPolsce24                       | - Katarzyna Gójska - Jakub Więcław - Michał Adamczyk            | [ 114 ]                         |
| 2 | 11 aprilie 2025 | 20:44      | Końskie              | - TVP - TVN - Polsat - Echipa de campanie a lui Trzaskowski | - Joanna Dunikowska-Paź - Grzegorz Kajdanowicz - Piotr Witwicki | [ 115 ] [ 116 ]                 |
| 3 | 14 aprilie 2025 | 20:03      | Varșovia             | TV Republika                                                | - Katarzyna Gójska                                              | [ 117 ] [ 118 ]                 |
| 4 | 28 aprilie 2025 | 18:00      | Varșovia             | Super Express                                               | - Jan Złotorowicz - Jacek Prusinowski                           | [ 119 ] [ 120 ] [ 121 ] [ 122 ] |
| 5 | 30 aprilie 2025 | 20:00      | Gdynia               | Echipele de campanie ale lui Biejat și Hołownia             | - Joanna Dzieniszewska - Łukasz Michnik                         | [ 123 ] [ 124 ]                 |
| 6 | 5 mai 2025      | 20:00      |                      | Polsat News                                                 | - Piotr Witwicki                                                | [ 125 ]                         |
| 7 | 9 mai 2025      | 20:00      | Varșovia             | - TV Republika - TV Trwam - wPolsce24                       | - Katarzyna Gójska - Piotr Krupa - Michał Adamczyk              | [ 126 ] [ 127 ]                 |
| 8 | 12 mai 2025     | 20:00      | Sediul TVP, Varșovia | - TVP - TVN - Polsat                                        | - Dorota Wysocka-Schnepf - Radomir Wit - Piotr Witwicki         | [ 128 ]                         |
| – | 21 mai 2025     | 20:00      |                      | - TVP - TVN - Polsat                                        |                                                                 | [ 129 ]                         |

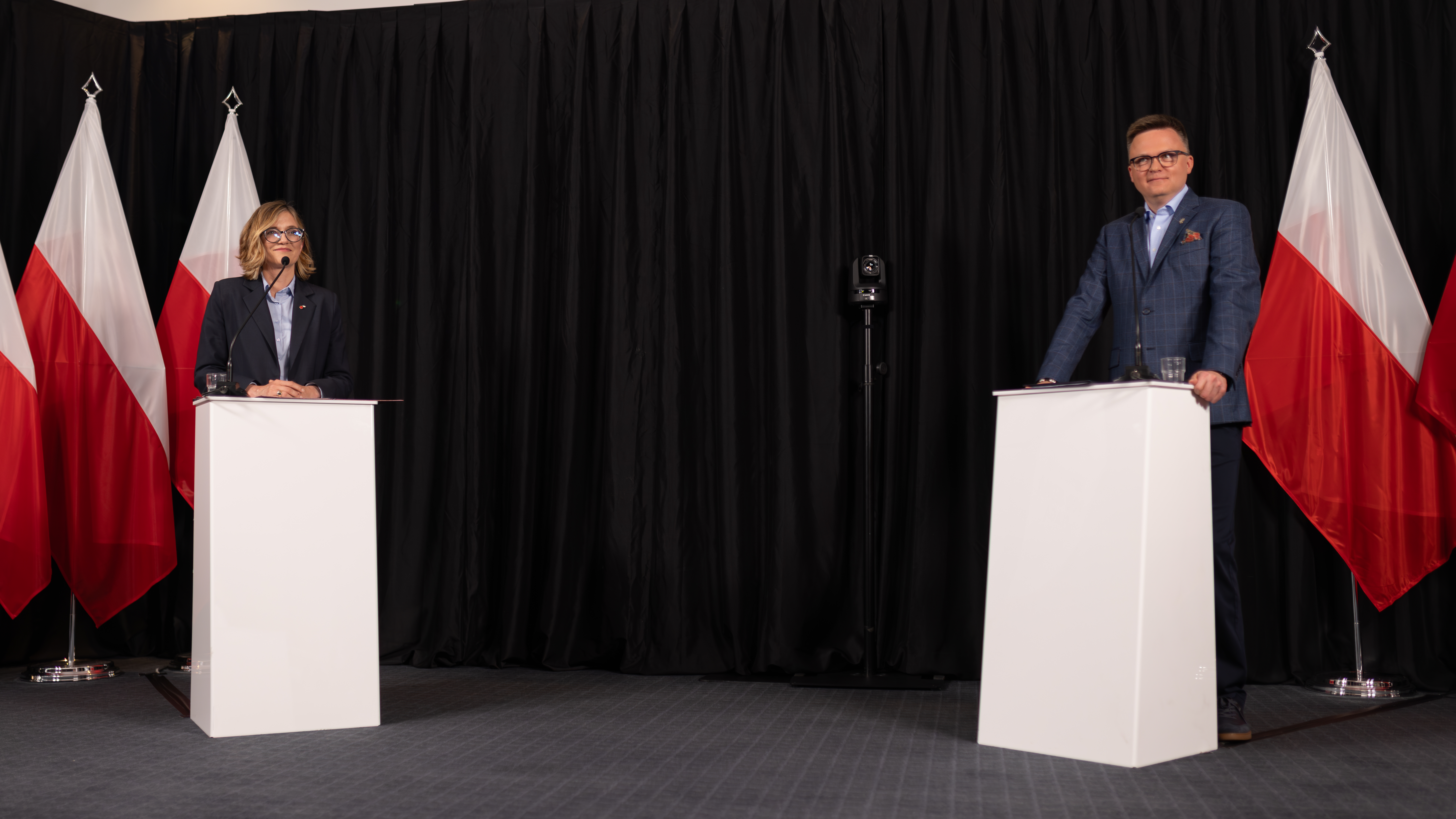
Dezbatere Biejat-Hołownia pe 30 aprilie la Gdynia

## Rezultate
În primul tur, Trzaskowski s-a clasat pe primul loc cu 31,4% din voturi, Nawrocki fiind pe locul al doilea cu 29,5%, avansând în turul doi. Mentzen și Braun au supraperformat sondajele, câștigând 14,8%, respectiv 6,3%, ajungând pe locul trei și al patrulea. Hołownia și Biejat au avut rezultate insuficiente, ajungând pe locul cinci și al șaptelea, acesta din urmă ajungând sub rivalul ei de stânga, Zandberg.
În turul al doilea, potrivit unui exit-poll-ului realizat de Ipsos, Rafał Trzaskowski a obținut 50,3% din voturi, iar Karol Nawrocki 49,7%, însă diferența de 0,6% se încadra în marja de eroare. La scurt timp după publicarea sondajului, Trzaskowski și-a revendicat victoria într-un discurs adresat susținătorilor săi din Varșovia. Sondajul târziu, publicat de Ipsos la ora 23:00, indica faptul că Nawrocki se afla pe primul loc, cu 50,7% din voturi. După numărarea tuturor voturilor, Nawrocki a obținut 10.606.877 de voturi (50,89%), față de 10.237.286 (49,11%) pentru Trzaskowski.
| Candidat                        | Candidat                        | Partid                          | Turul I    | Turul I | Turul II   | Turul II |
| Candidat                        | Candidat                        | Partid                          | Voturi     | %       | Voturi     | %        |
| ------------------------------- | ------------------------------- | ------------------------------- | ---------- | ------- | ---------- | -------- |
|                                 | Karol Nawrocki                  | Independent (PiS)               | 5,790,804  | 29.54   | 10,606,877 | 50.89    |
|                                 | Rafał Trzaskowski               | Coaliția Civică (PO)            | 6,147,797  | 31.36   | 10,237,286 | 49.11    |
|                                 | Sławomir Mentzen                | Confederația (O Nouă Speranță)  | 2,902,448  | 14.81   |            |          |
|                                 | Grzegorz Braun                  | Confederația Coroanei Poloneze  | 1,242,917  | 6.34    |            |          |
|                                 | Szymon Hołownia                 | A Treia Cale (Polonia 2050)     | 978,901    | 4.99    |            |          |
|                                 | Adrian Zandberg                 | Partia Razem                    | 952,832    | 4.86    |            |          |
|                                 | Magdalena Biejat                | Independent (Stânga)            | 829,361    | 4.23    |            |          |
|                                 | Krysztof Stanowski              | Independent                     | 243,479    | 1.24    |            |          |
|                                 | Joanna Senyszyn                 | Independent                     | 214,198    | 1.09    |            |          |
|                                 | Marek Jakubiak                  | Republicanii Liberi             | 150,698    | 0.77    |            |          |
|                                 | Artur Bartoszewicz              | Independent                     | 95,640     | 0.49    |            |          |
|                                 | Maciej Maciak                   | Independent (RDiP)              | 36,371     | 0.19    |            |          |
|                                 | Marek Woch                      | Bezpartyjni Samorządowcy        | 18,338     | 0.09    |            |          |
| Total voturi                    | Total voturi                    | Total voturi                    | 19,603,784 | 100.00  | 20,844,163 | 100.00   |
|                                 |                                 |                                 |            |         |            |          |
| Voturi valide                   | Voturi valide                   | Voturi valide                   | 19,603,784 | 99.56   | 20,844,163 | 99.10    |
| Voturi invalide/albe            | Voturi invalide/albe            | Voturi invalide/albe            | 85,813     | 0.44    | 189,294    | 0.90     |
| Total voturi                    | Total voturi                    | Total voturi                    | 19,689,597 | 100.00  | 21,033,457 | 100.00   |
| Alegători înregistrați/prezența | Alegători înregistrați/prezența | Alegători înregistrați/prezența | 29,252,340 | 67.31   | 29,363,722 | 71.63    |
| Sursă: PKW                      |                                 |                                 |            |         |            |          |